# Sweet Little Angel
Sweet Little Angel è un album discografico di John Littlejohn, pubblicato dall'etichetta discografica Black and Blue Records nel 1978.

## Tracce
Lato A
1. Please Love Me – 7:22 (B.B. King)
2. Sweet Little Angel – 7:33 (B.B. King)
3. Next Time You See Me – 5:07 (Junior Parker)

Durata totale: 20:02
Lato B
1. Burro Beat – 6:10 (John Littlejohn)
2. Dust My Broom – 3:38 (Elmore James)
3. Twenty Nine Ways – 5:35 (Willie Dixon)
4. Close to You – 3:55 (Muddy Waters)

Durata totale: 19:18
- Brano Close to You, generalmente accreditato a Willie Dixon

Edizione CD del 2000, pubblicato dalla Black and Blue Records (BB 443.2)
1. Please Love – 7:22 (Riley King, Josea Taub)
2. Sweet Little Angel – 7:29 (Riley King, Josea Taub)
3. Next Time You See Me – 5:03 (Robey, Harvey)
4. Burro Beat – 6:02 (John Littlejohn)
5. Twenty Nine Ways – 5:34 (Willie Dixon)
6. Driftin' Blues – 10:01 (John Littlejohn) – Bonus Track - Unissued
7. Dust My Broom – 3:40 (Elmore James)
8. Close to You (take 2) – 3:54 (Willie Dixon)
9. I'm Ready (take 2) – 4:47 (Willie Dixon) – Bonus Track - Unissued

## Musicisti
- John Littlejohn - voce, chitarra
- Alabama Pettis, Jr. - chitarra
- Lafayette Leake - pianoforte
- Nick Holt - basso
- Fred Below - batteria

Note aggiuntive
- Disques Black and Blue SARL - produzione
- Registrazioni effettuate il 20 novembre 1978 al Barclay Studio di Parigi (Francia)
- Gerhard Lehner - ingegnere delle registrazioni
- Jean-Pierre Tahmazian - fotografie
- Jean-Michel Proust e Jean-Marc Fritz - design album, grafica[1][2]